# Taraxacum portentosum
Taraxacum portentosum — вид квіткових рослин з родини айстрових (Asteraceae). Ареал: Польща, Чехія, Словаччина, Україна (Львівщина); це багаторічна рослина помірних біомів.
Taraxacum subhuelphersianum sect. Palustria. Основні діагностичні ознаки цього таксону: 10–35 см; листки середньо-зелені, глибоко розрізані, бічних часток зазвичай 3–4, дельтоподібні з широкою виступаючою основою +/- різко затягнуті у вузькі закінчення, неправильно спрямовані вгору або вниз, міждолі дуже вузькі, зазвичай цілокраї або рідкозубчасті; кінцева частка трикутна, стрижена або потрійна, іноді велика; черешок вузький; стеблина знизу голови густо запушена арановими волосками; квіткова голова 3.0–4.0 см у діаметрі, квітки жовті; зовнішні приквітки в кількості 16–21, більш-менш притиснуті, у старших голів часто виступають, черепицеві, війчасті, зазвичай блідо-зелені, з дуже вузькою центральною смугою, 0.3–0.6(1.0) мм ушир, часто рожеві зверху, ланцетні або яйцювато-ланцетні; сім'янки 4.1–4.5(4.8) мм завдовжки, зверху шипуваті; папус 5.5–6.5 мм завдовжки.